# Point of Departure
Point of Departure (englisch für Ausgangspunkt) ist ein Jazz-Album des Pianisten Andrew Hill, aufgenommen am 21. März 1964 im Studio Rudy Van Gelders in Englewood Cliffs, New Jersey, und 1965 veröffentlicht bei Blue Note Records. Das Album wird von vielen Kritikern als Klassiker angesehen; Kenny Mathieson bezeichnet es als „key record of the era“.

## Vorgeschichte des Albums
Point of Departure war nach Black Fire, Smokestack und Judgment! das vierte Album des Pianisten und Komponisten Andrew Hill für das Blue Note-Label. Alfred Lion, der das Talent Hills sofort erkannte, ließ ihn zwischen November 1963 und Juni 1964 Material für insgesamt fünf Alben einspielen; Point of Departure entstand kurz nach Erscheinen von Hills Blue-Note-Debüt Black Fire. Die Musiker seines Sextetts waren hier Eric Dolphy und Joe Henderson am Saxophon – wobei Dolphy hier außerdem Bassklarinette und Flöte spielte – sowie Richard Davis am Bass, Tony Williams am Schlagzeug und Kenny Dorham an der Trompete. Dorham, Henderson und Dolphy waren zu dieser Zeit schon mit eigenen Blue-Note-Produktionen hervorgetreten; Dolphy hatte einen Monat zuvor seinen Klassiker Out to Lunch! eingespielt, an dem ebenfalls Richard Davis und Tony Williams mitgewirkt hatten. Davis, der 1963/64 bei jeder Session Andrew Hills mitgewirkt hatte, kam wie Hill aus Chicago. Hinzu zog Hill den erst 18-jährigen Schlagzeuger Tony Williams, der kurz danach als Mitglied des Miles-Davis-Quintetts international bekannt wurde.

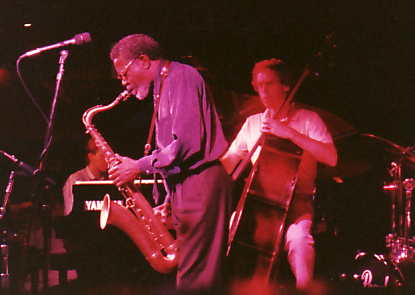
Joe Henderson (mit Neil Swainson)

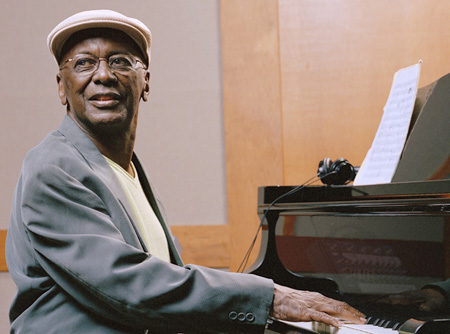
Andrew Hill

## Musik des Albums
Bob Blumenthal erwähnt in seinem Begleittext zur Neuausgabe des Albums 1999, dass Point of Departure die einzige Gelegenheit war, bei der Dolphy und Tony Williams mit Hill aufnahmen: „Dolphys Virtuosität in den Gebieten von Harmonien und ungewöhnlichen musikalischen Strukturen wird hier auf die Probe gestellt.“ Seine Darbietung veranlasste den Down-Beat-Autor Pete Welding zu dem Kommentar: „Es ist Dolphy, der diese Musik völlig dominiert.“ Doch es seien die subtilen Nuancierungen des Schlagzeugers und komplexen rhythmischen Antworten, die die Musik des Albums prägen, so Blumenthal. Nach Ansicht von Nat Hentoff, der die Liner Notes zu dem Album schrieb, sei Point of Departure „eine weitere Reihe von Schritten zu mehr [musikalischer] Freiheit,“ als sie seine beiden vorangegangenen Produktionen gekennzeichnet habe. Andrew Hill selbst meinte: „Weil Tony Williams dabei war, war ich rhythmisch freier. Und die Art und Weise, wie ich die Titel arrangierte, ermöglichte es den Musikern, von Akkord-Pattern abzuweichen und rund um tonale Zentren zu spielen. Auch in harmonischer Sicht ist der Set freier [angelegt]. Und da ist auch eine größere Bandbreite von Stimmungen als bei den beiden anderen [LPs], und die Persönlichkeiten der Musiker sind breit gefächert, so dass es eine freiere Interaktion zwischen völlig verschiedenen Arten von Leuten gibt.“
Der erste Titel Refuge ist autobiografisch geprägt:

“It’s about someone trying to find a refuge and learning that there isn’t any, that there’s no place to hide. No matter where you look, you’re still the one who’s looking. As for the structure, it’s build like a blues – two-twelve-bar sections – but harmonically it’s much different. And the harmony is such that one scale can fit the whole tune so each musician can pick a tonal center for his solo within that scale.”

Erst nachträglich erhielten die Stücke und das Album ihre endgültigen Titel.
New Monastery bekam seinen Titel, nachdem Francis Wolff und Alfred Lion ihn gehört hatten und Wolff bemerkte, dass er ihn an eine alte Komposition von Thelonious Monk erinnere. (Wortspiel: Monk – Mönch ↔ monastery – Kloster) 

„»Ich wollte ein Marsch-Feeling haben«, meinte Hill, »ohne wirklich einen Marsch zu spielen, ich wollte etwas von diesem alten, ursprünglichen Ragtime-Feeling haben, was dann den so frei wie möglich gespielten Solos entgegen steht«.“

Den folgenden Titel Spectrum komponierte Hill „als Versuch, eine breite Skala von Stimmungen in einem Titel darzustellen“. „Kenny [Dorhams] Solo macht das Suchen deutlich, Eric [Dolphys] Alt-Solo soll friedlich gemeint sein, aber mit einem Schatten des Zweifels. Und in der 5/4-Sektion hat Erics, Kennys und Joe [Henderson]s Spiel Seelenqual in sich.“
Flight 19 ist in der Form von 16 Takten aufgebaut, vier schnell, zwei langsam, wieder vier schnell und zwei langsam. Dedication, der letzte Titel, ursprünglich von Hill Cadaver betitelt, „sollte das Gefühl eines großen Verlustes ausdrücken.“  Der Titel wurde zwar niemandem Besonderen gewidmet, aber als die Platte erschien, war Eric Dolphy nicht mehr am Leben.

## Titelliste
Alle Kompositionen stammen von Andrew Hill.
Seite 1

1. Refuge – 12:12

2. New Monastery – 7:00

Seite 2

3. Spectrum – 9:42

4. Flight 19 – 4:10

5. Dedication – 6:40

Bonustracks (CD)

6. New Monastery (Alternate Take) – 6:08

7. Flight 19 (Alternate Take) – 3:45

8. Dedication (Alternate Take) – 7:01

## Rezeption
Das Album wird inzwischen als klassisches Jazzalbum der 1960er Jahre angesehen; Ben Ratliff nahm das Album in A Critic’s Guide to the 100 Most Important Recordings auf. Gary Giddins lobte das Album: Point of Departure, in particular, is a benchmark, covering the ground between modality and freedom. Brian Priestley hielt es für den Höhepunkt von Hills Schaffen der 1960er Jahre, das die Post-Bopper Dorham und Henderson mit Eric Dolphy mit anspruchsvollem Material so kombiniere, dass es das Beste aus ihnen heraushole.
Thom Jurek bewertete das Album in AllMusic mit der Höchstwertung und meinte, dies sei „die für einen Jazz-Feuertanz geschaffene Besetzung.“ Es sei eine brillante Session, essenziell für jede maßgebliche Jazz-Sammlung und ein Album, das im 21sten Jahrhundert immer in die Zukunft des Jazz weise.
Richard Cook und Brian Morton bewerteten das Album mit der Höchstnote von vier Sternen sowie der zusätzlichen Krone und bezeichneten es als eine der großartigsten Platten der 1960er Jahre. Mit Point of Departure wären Hills Fähigkeiten als Komponist und Arrangeur grundlegend ausgereift.
Auch Hans-Jürgen Schaal hält das Album für eines der „heimlichen Meisterwerke des Jazz“. Hills Musik reflektiere die harmonischen Befreiungsschläge im Jazz der 1960er Jahre. „Die Stücke lösen sich von klaren Akkordfolgen zugunsten von modalen Konzepten und tonalen Zentren.“ Teilweise konnten die Solisten den harmonischen Weg ihres Solos frei wählen – jedes Solo würde dabei zum eigenständigen künstlerischen Statement. Hills Klavierspiel gebe die Richtung vor und sei zugleich lyrisch und verzwickt, swingend und tonal befreit. Tony Williams trommele rhythmisch entfesselt, aber markiere „nicht die Time im strengen Sinn“. Auch wenn es bei den Bläsern ein paar Unsauberkeiten gebe, sei die experimentelle Energie aber echt.
Der Jazzmusiker Loren Schoenberg schrieb über Point of Departure:

“This is truly timeless music in the sense that it straddles stylistic boundaries with naturalness and beauty that are anything but eclectic or self-conscious. […] What is equally astonishing is how Hill took a handful of players in 1964 with widely varied approaches - […] and creates a situation where they could be themselves, deal with some new and challenging material, and come up with a unified artistic whole.”

Das Fachmagazin Jazzwise führt das Album auf Platz 46 der 100 Jazz Albums That Shook the World. Pitchfork wählte das Album auf Platz 198 der 200 besten Alben der 1960er Jahre.